# Дембнікі (Краків)

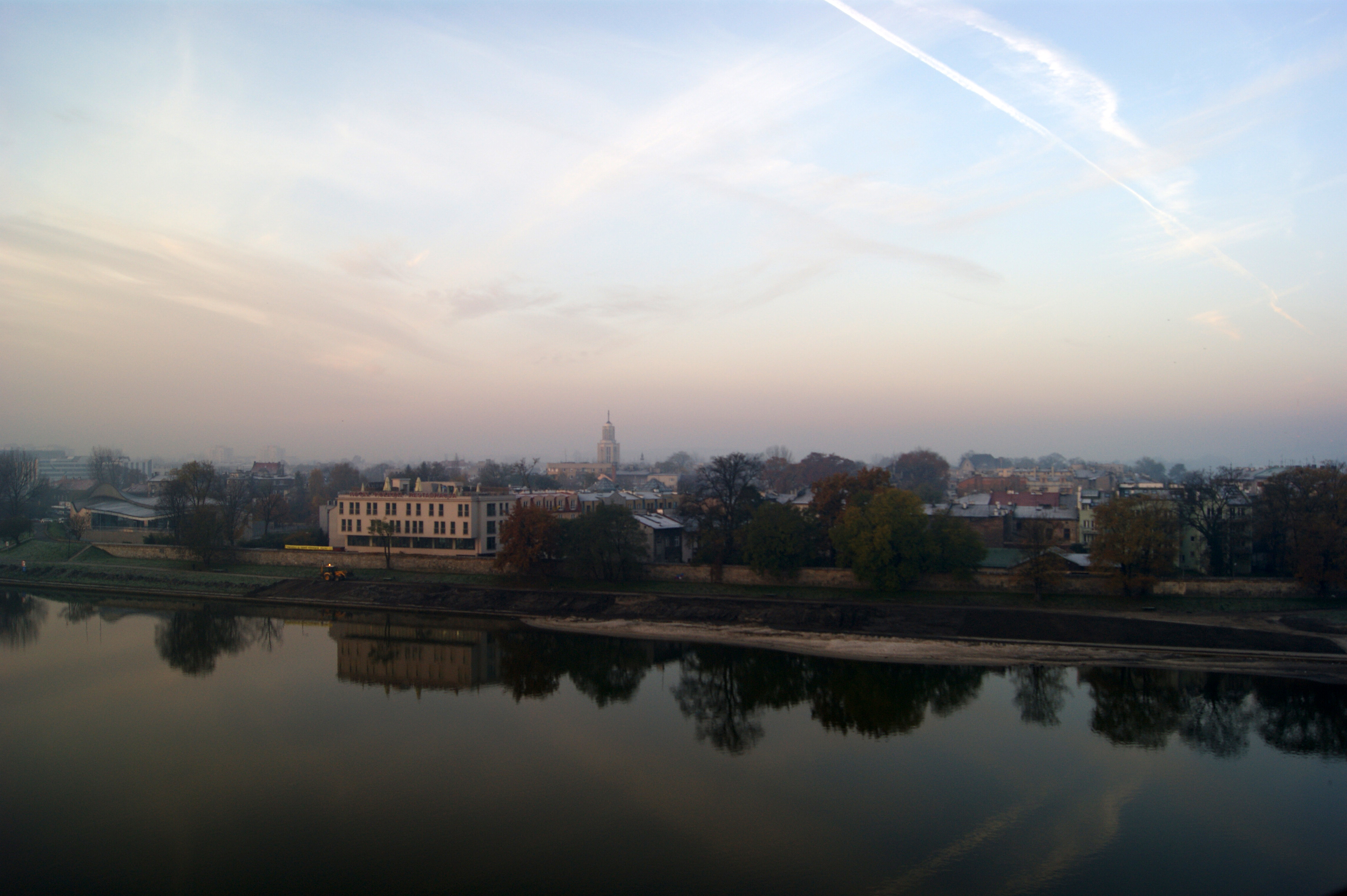
Район Кракова Дембнікі. Вид з Вавельського пагорба. Річка Вісла. Набережна Вісли.

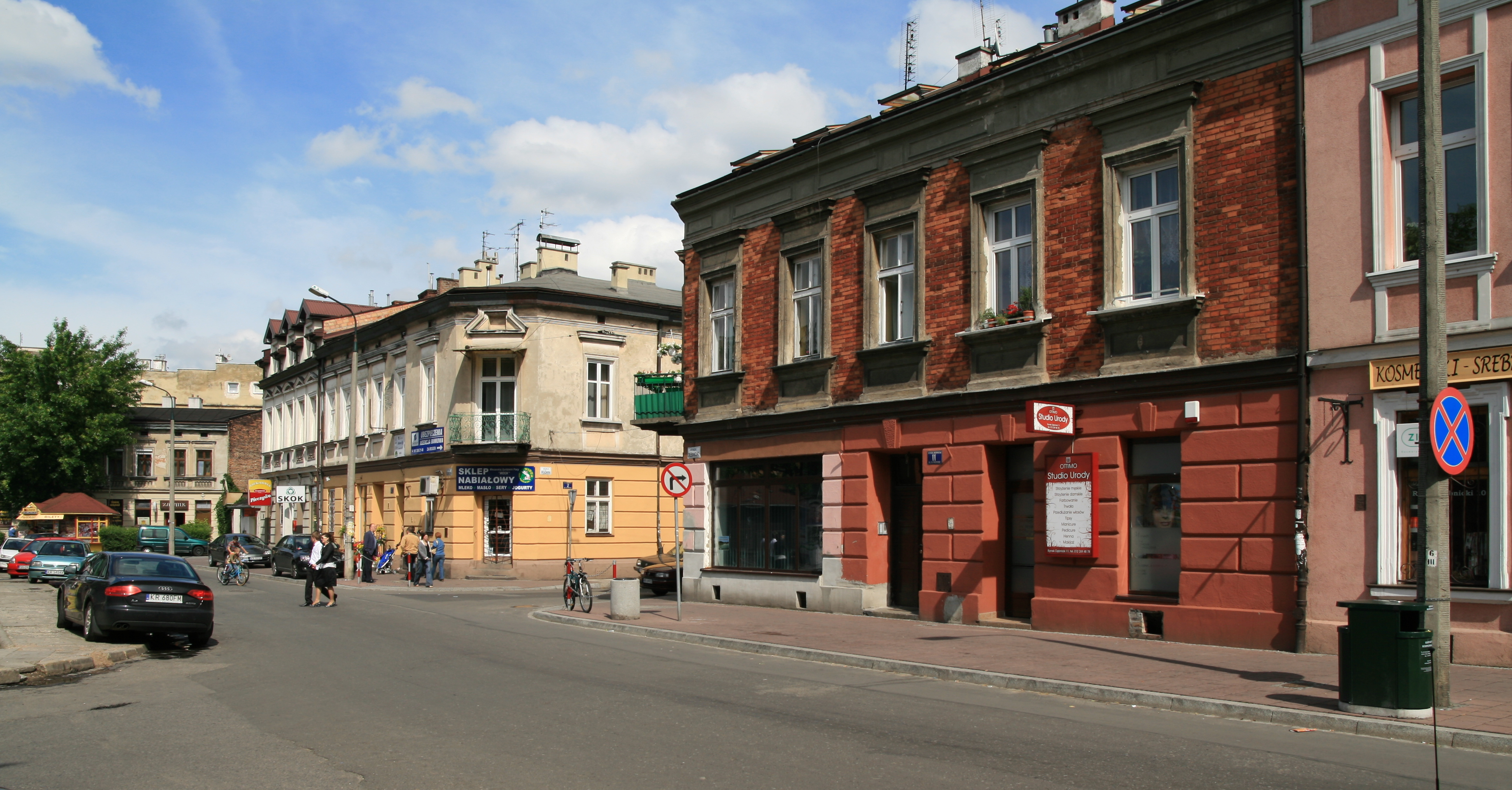
Ринок Дембнікі

Дембнікі  (пол. Dębniki) – обшар Кракова, що входить до дільниці VIII Дембники. Розташований на правому  березі річки Вісли. Територія району обмежена вул. Монте-Кассіно від Грюнвальдського мосту, вул. Зелена , вул. Норімберська  та  річкою Вісла. В 1909 році Дембнікі були включені до території міста Краків як 11 кадастрова дільниця.

## Історія

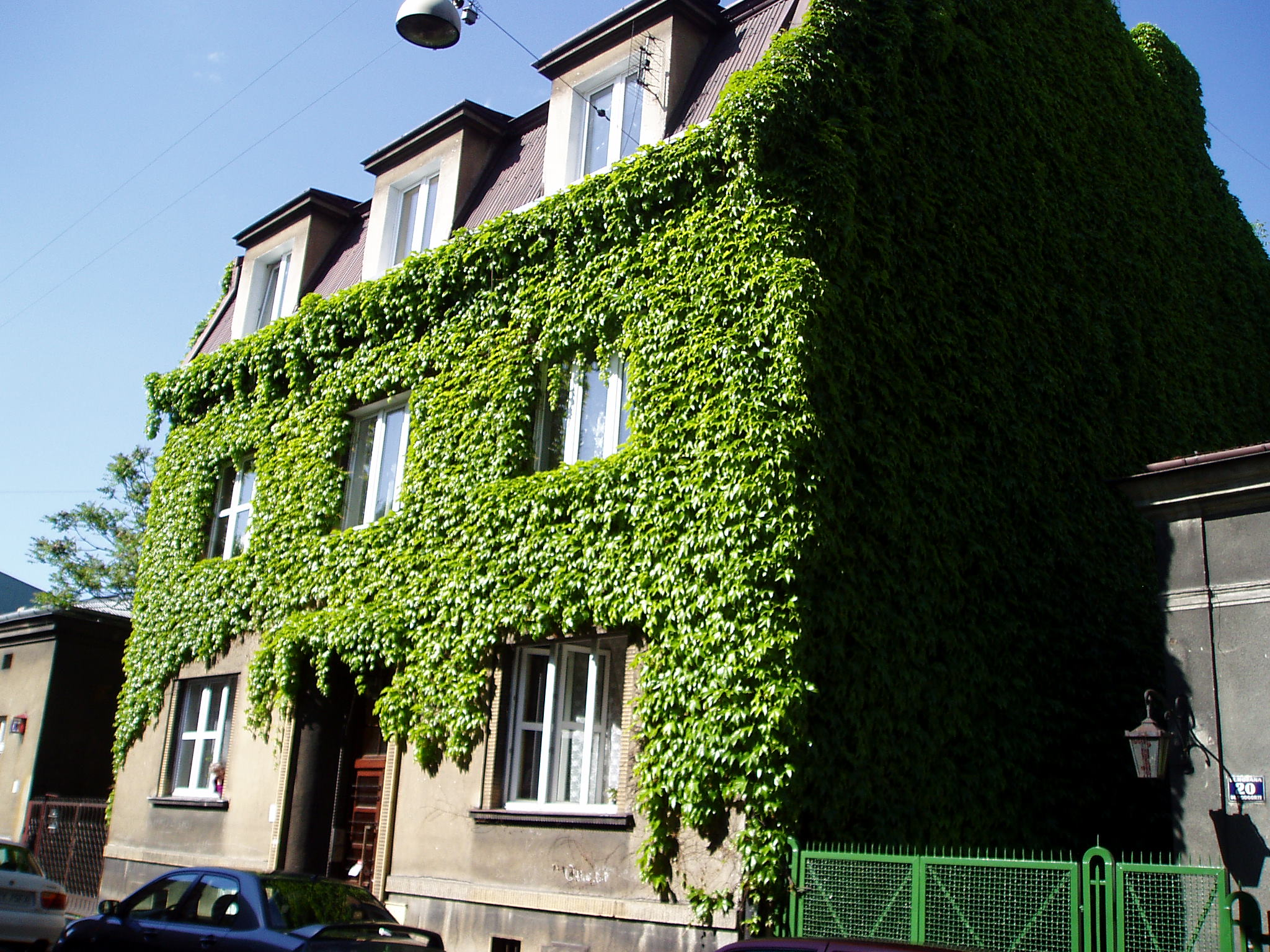
Стара кам'яниця в Дембкіні

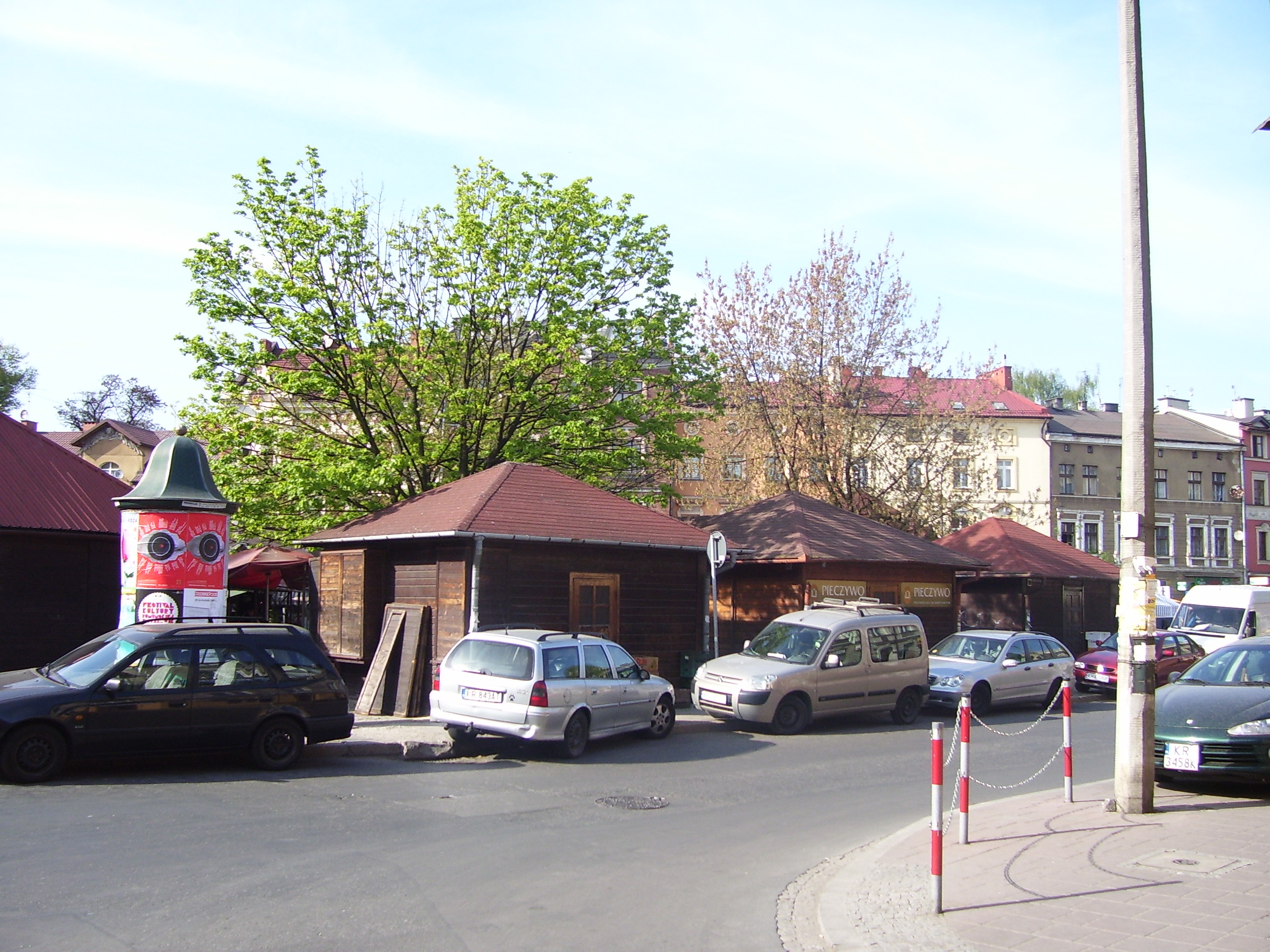
Дембкінський ринок

Вперше  Дембнікі згадується як окреме село в 1254 році коли частина села належала бенедектинському монастирю. У наступному столітті Ельжбетта Угорська передала фільварок  Рибаки  костелу св. Михайла в Скалці. Село стало королівською власністю з другої половини 15-го століття і керувалося правителями Кракова (у 16 столітті Бонерами). З того часу в Дембніках діють кар'єри і цегельні заводи, найбільший з яких належав італійському архітектору. З 17 століття почали з'являтися заміські будинки і вілли священнослужителів і придворних чиновників. У XIX столітті село Рибаки злилися з Дембнікі. У західній частині села з другої половини ХІХ ст. Були створені промислові заводи, зокрема фабрики емальованого посуду,керамічна і металевих виробів.
У 1888 року під час побудови краківської фортеці австрійці побудували на Віслі міст окружної залізниці Краків – Бонарка,  який був переобладнаний в дорогу у 1910 році. В 1945 році міст був підірваний німцями. В  в 1952 році міст відновлений. У 1890 році була побудована каплиця св. Петра і св. Павла (за проектом Я. Покутинського) у стилі неоренесансу. У 20-му столітті розвивався житловий район. У 1918 році орден салезіанців був перенесений до Дембнікі. Тут була розташована семінарія з костелом Пресвятої Богородиці Християнської Допомоги, а в 1930 році був зведений їхній релігійний будинок. На початку ХХ століття, після приєднання району до Кракова, виник проект перетворення Дембнікі в паркову зону. На жаль цей проект не був  реалізований.
З 1938 року і до закінчення  війни в будинку Фелікса Канцаєвського на вул. Тинєцька 10 жив Юзеф Кароль Войтила. На вул. Трояндова 11 мешкав  духовний наставник молодого Кароля Войтили Ян Леопольд Тираноський.
У 1990 році був створений VIII  адміністративна дільниця Кракова Дембнікі. До її  складу крім  колишньої села з такою назвою, увійшли також включені до Кракова в 1941 році старовинні села: Костше, Бодзов, Скотнікі і Пиховіце. До складу дільниці увійшли також місцевість Закжувек та житлові масиви Подвавельське та Ручай-Заборже.
На берегах річки Вісла в Дембниках  був створений Дембніцький парк.

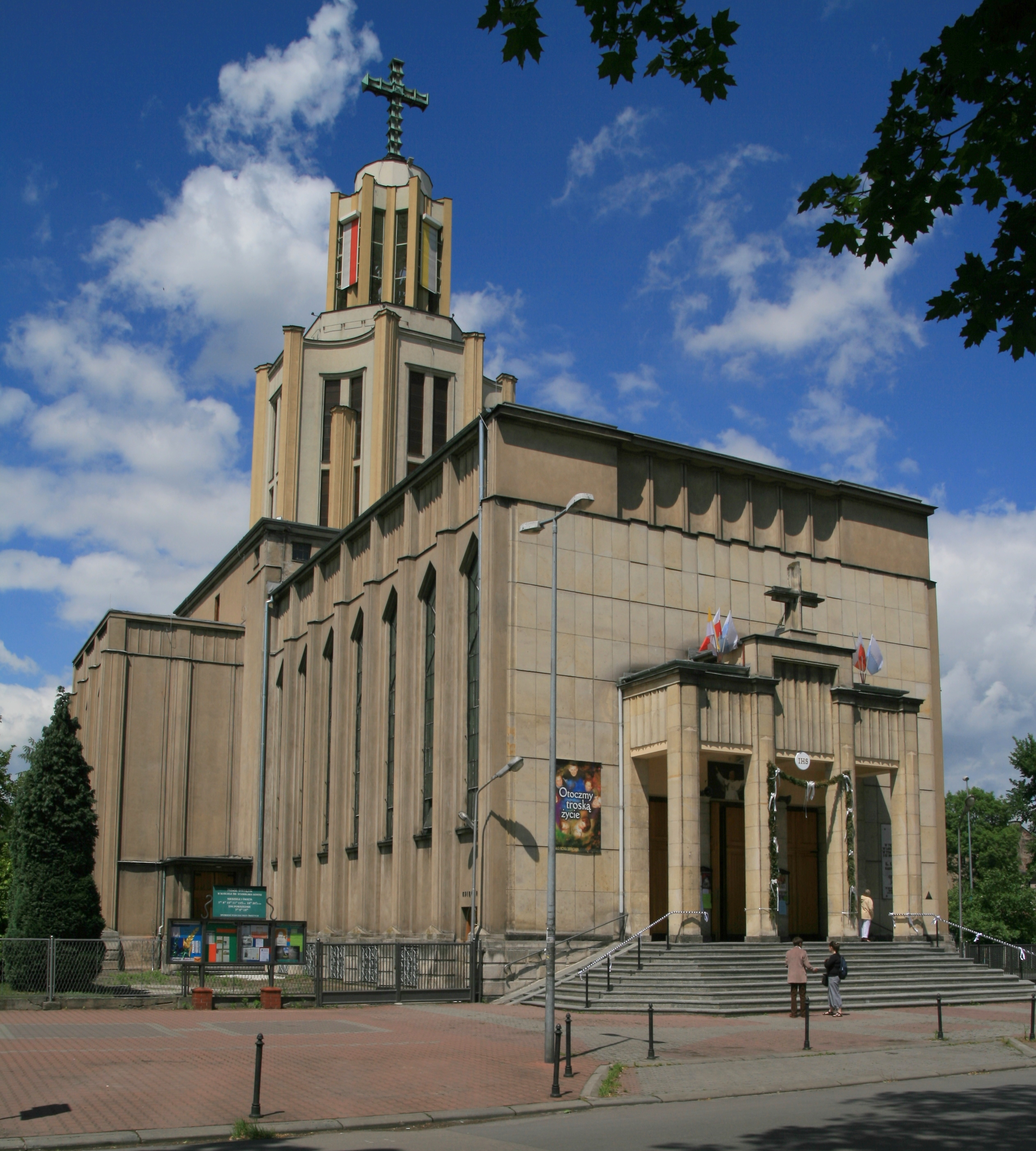
Костел св. Станіслава Костки

## Костьол св. Станіслава Костки в Кракові.
Кам'яний костьол конгрегації салезіанців був побудований в 1932-1938 роках в стилі модерн. У 2002 році костел відвідав папа римський Іоанн Павло II. Саме тут 3 листопада  1946 року він  відслужив свою першу месу.

## Школи
- Загальноосвітня школа № 33
- Загальноосвітня школа  № 2
- Початкова школа з філіями  № 30
- Школа № 151
- Гімназія № 22
- Гімназія № 23
- Школа зв'язку
- Спеціальний Навчально-Виховний Осередок для  сліпих та слабозорих дітей.

## Цікаві місця
- Центр Мистецтва і Японської Техніки Manggha
- Стадіон і тенісні корти ТС Трамвай
- Дембніцький культурний центр "Веселка" - колишній будинок соціального житлового комплексу на  вул. Празькій.
- Центральна Бібліотека.
- Читальний Зал Інформаційно-Бібліографії
- Будинок Соціальної Допомоги на вул. Празької 25
- Будинок Соціальної Допомоги ім. Брата Альберта, модерністська будівля проекту Чеслава Боратынского і Едварда Крейслера, була побудована в 1935-1938 роки.
- Вища духовна Семінарія Товариства Салезіанського разом з костелом Пресвятої Богородиці Християнської Допомоги
- Каплиця св. Петра і св. Павла.
- Палац Ласоцьких на вул. Тинєцька 8.
- Садові ділянки на вул Празькій 28, були створені в 1931 році, є ймовірно найстарішим садом такого типу у Польщі.
- на  Дембніцькому Ринку та навколишніх вулицях знаходиться безліч історичних і архітектурних будівель.
- штаб-квартира Командування Спеціальних Військ на вул Тинєцька 15.
- Каплиця з XVII століття. Спочатку стояла на вул. Твардовського, в даний час знаходиться поруч з конгрес-Центром на вул. Конопницькій[5].

## Зовнішні посилання
- Galeria zdjęć historycznych [Архівовано 1 січня 2019 у Wayback Machine.]